# Giro de Italia 1909
La 1.ª edición del Giro de Italia se disputó entre el 13 y el 30 de mayo de 1909, con un recorrido de 8 etapas y 2447,9 km, que el vencedor cubrió a una velocidad media de 27,260 km/h. La carrera comenzó y terminó en Milán.
Tomaron la salida 115 participantes, todos italianos a excepción de cuatro ciclistas franceses, la única representación extranjera de la prueba. Sólo 49 llegaron a la meta final. Aunque también se contabilizó el tiempo empleado por el vencedor, la clasificación general se organizó por puntos.
Luigi Ganna, ganador de tres etapas y líder durante seis días, fue el primer vencedor de la ronda italiana, acompañado en el podio por Carlo Galetti y Giovanni Rossignoli. Si la clasificación general se hubiera gestionado en función del tiempo empleado, Rossignoli habría resultado vencedor, con más de 37 minutos sobre Ganna.

## Etapas
| Etapa     | Fecha     | Recorrido          | type             | Distancia (km) | Ganador             | Líder         |
| --------- | --------- | ------------------ | ---------------- | -------------- | ------------------- | ------------- |
| 1.ª etapa | 13 de may | Milán – Bolonia    | etapa llana      | 397            | Dario Beni          | Dario Beni    |
| 2.ª etapa | 16 de may | Bolonia – Chieti   | etapa llana      | 378,5          | Giovanni Cuniolo    | Luigi Ganna   |
| 3.ª etapa | 18 de may | Chieti – Nápoles   | etapa de montaña | 242,8          | Giovanni Rossignoli | Carlo Galetti |
| 4.ª etapa | 20 de may | Nápoles – Roma     | etapa llana      | 228,1          | Luigi Ganna         | Luigi Ganna   |
| 5.ª etapa | 23 de may | Roma – Florencia   | etapa llana      | 346,5          | Luigi Ganna         | Luigi Ganna   |
| 6.ª etapa | 25 de may | Florencia – Génova | etapa de montaña | 294,1          | Giovanni Rossignoli | Luigi Ganna   |
| 7.ª etapa | 27 de may | Génova – Turín     | etapa de montaña | 354,9          | Luigi Ganna         | Luigi Ganna   |
| 8.ª etapa | 30 de may | Turín – Milán      | etapa llana      | 206            | Dario Beni          | Luigi Ganna   |

## Clasificaciones

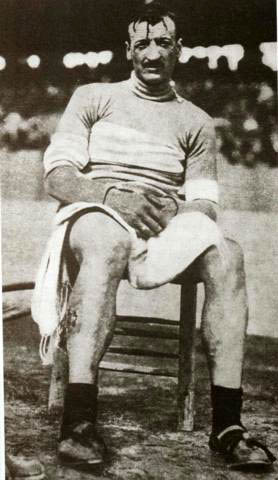
Luigi Ganna tras la octava etapa con final en Milán.

### Clasificación general
| Clasificación general |                     |                |                           |
| Ciclista              | Ciclista            | Equipo         | Puntos                    |
| --------------------- | ------------------- | -------------- | ------------------------- |
| 1.º                   | Luigi Ganna         | Atala-Dunlop   | 89 h 48 min 14 s - 25 pts |
| 2.º                   | Carlo Galetti       | Legnano        | 27 pts                    |
| 3.º                   | Giovanni Rossignoli | Legnano        | 40 pts                    |
| 4.º                   | Clemente Canepari   | Legnano        | 59 pts                    |
| 5.º                   | Carlo Oriani        | Stucchi        | 72 pts                    |
| 6.º                   | Ernesto Azzini      | Rudge Whitwort | 77 pts                    |
| 7.º                   | Dario Beni          | Bianchi        | 91 pts                    |
| 8.º                   | Enrico Sala         | Bianchi        | 98 pts                    |
| 9.º                   | Ottorino Celli      | Bianchi        | 117 pts                   |
| 10.º                  | Giovanni Marchese   | Legnano        | 139 pts                   |

### Clasificación por equipos
| Clasificación general |              |        |
| Equipo                | Equipo       | Puntos |
| --------------------- | ------------ | ------ |
| 1.º                   | Atala-Dunlop | -      |